# Symfonie nr. 2 (Kayser)
Leif Kayser voltooide zijn Symfonie nr. 2 in 1939.
Het waren toen roerige tijden binnen de klassieke muziek, maar dat lijkt geheel aan Kayser te zijn voorbijgegaan. Na de eerste uitvoering van deze tweede symfonie, kreeg hij het verwijt dat zijn muziek te traditioneel was. Kayser antwoordde daarop dat hij nu eenmaal opgegroeid was in die traditie en dus eigenlijk niet(s) anders kon. Grootgebracht met kerkmuziek, hij was organist, kreeg hij vooral muziek te horen uit de 19e eeuw en Gregoriaanse gezangen. Dat had hem zo gevormd dat hij uiteindelijk tot deze muziek kwam. Een aantal jaren na deze symfonie, wendde hij zich tot Rome om zich te verdiepen in zijn religie en liet het componeren links liggen. Hij pakte de draad wel weer op, maar over zijn derde symfonie deed hij meer dan 10 jaar. De eerste uitvoering van dit werk vond plaats in Göteborg onder leiding van Tor Mann in februari 1940

## Muziek
De symfonie heeft de klassieke vierdelige structuur:
1. Moderato cantabile (a poco a poco piu mosso)
2. Scherzo: Presto
3. Molto largo a serioso
4. Allegro con brio.

De delen omschrijven zichzelf. Het eerste deel is voornamelijk zangerig, lange melodielijnen vormen de basis. Het scherzo is veel sneller, maar ingetogen. Het derde (meestal serieuze) deel is serioso, maar ook dat is betrekkelijk (ten opzichte van andere componisten). Deel 4 is het monter slot, maar ook weer ingetogen. De componist kreeg het verwijt van een van de recensenten, dat zijn scherzo, het saaiste scherzo was uit de Deense klassieke muziek. Daarbij moet wel in ogenschouw genomen worden dat Kayser moest opboksen tegen Carl Nielsen, toen alom aanwezig. Een eigenaardigheidje van deze symfonie is te vinden in de delen 3 en 4. Een gemengd koor zingt geen tekst, maar alleen de letter A.

## Discografie
- Uitgave Dacapo: Aalborg Symfoniorkester o.l.v. Matthias Aeschbacher opname 2005/2006